# Eishockey in Limburg und Diez
Die Besonderheit an Eishockey in Limburg und Diez liegt darin, dass die Eissporthalle Diez in Rheinland-Pfalz ist, während die dort spielenden Mannschaften ihren Sitz in Hessen haben. Die Mannschaft der Limburger EG spielte zeitweise in der zweithöchsten Spielklasse in Deutschland – der damaligen 1. Liga Nord.

## Geschichte

### EC Diez-Limburg
Der EC Diez-Limburg nahm seit 1983 am Spielbetrieb teil. Nachdem in der Saison 1986/87 der Aufstieg in die Hessenliga gelungen war, setzte sich die Mannschaft als Meister der Hessischen Liga in der Qualifikation zur Regionalliga Mitte durch und stieg sofort in das höherklassige Eishockey auf. In der Saison 1989/90 gelang der Aufstieg in die Oberliga Nord 1990/91. Trotz sportlichen Klassenerhalts wurde die Mannschaft bereits im Jahr 1991 aus der Oberliga zurückgezogen und nahm 1991/92 an der Hessenliga teil. Nach der Saison 1991/92 wurde der Spielbetrieb eingestellt.

### Limburger EG
Die Limburger EG – offizieller Vereinsname Limburger Eislaufgemeinschaft – begann 1992/93 mit dem Spielbetrieb in der Hessenliga und stieg nach der Saison in das höherklassige Eishockey in die Regionalliga Nord auf. 1994 wurde die Mannschaft in die 2. Liga Nord eingeteilt, aus der die Mannschaft 1997 in die 1. Liga Nord 1997/98 aufstieg. Nach der Saison wurde der Spielbetrieb bei der Limburger EG eingestellt.

### JSC Lahntal Ducks
Nach dem Ende der Limburger EG setzte der JSC Lahntal Ducks – offizieller Vereinsname Jugend-Skating-Club „Lahntal Ducks“ – den Spielbetrieb fort und nahm 1999/00 und 2000/01 an der Regionalliga Hessen-Rheinland-Pfalz teil. In der Saison 2001/02 nahm die Mannschaft des JSC an der Rheinland-Pfalz-Liga teil. Nach der Saison stellte der JSC den Spielbetrieb ein.

### ESC Attack Diez
In der Saison 2002/03 wurde versucht, mit dem ESC Attack Diez an der Regionalliga Hessen teilzunehmen – die Mannschaft wurde aber aus der Liga zurückgezogen.

### EG Diez-Limburg
Die EG Diez-Limburg – offizieller Vereinsname Eissportgemeinschaft Diez-Limburg; abgekürzt auch mit EGDL – wurde im Jahr 2004 gegründet und nahm seit der Saison 2007/08 am Ligenspielbetrieb der Landesliga Hessen teil. Nach der Saison 2008/09 stieg die erste Mannschaft der EGDL in die Hessenliga auf, aus der die Mannschaft nach der Saison 2015/16 in die Regionalliga West aufstieg. Ein Jahr später sicherte sich die EG in der regulären Saison die Meisterschaft und unterlag erst im Play-off-Finale den Herford Ice Dragons. Wegen der Corona-Pandemie wurde die Saison 2019/20, in der die EG bis in das Finale vorgedrungen war, abgebrochen. Zur Saison 2020/21 meldete sich der Verein für die Oberliga Nord.

### ERC Pohlheim
Der ERC Pohlheim – offizieller Vereinsname Eis- und Rollsportclub Pohlheim – ist ein hessischer Verein aus Pohlheim, der aufgrund der in Pohlheim fehlenden Möglichkeiten für den Eissport ebenfalls im Eisstadion Diez beheimatet ist.
Sicher seit 1993/94 nimmt der ERC am Ligenspielbetrieb in Hessen teil, wobei er 1999/00 an der Regionalliga Hessen-Rheinland-Pfalz, 2003/04 und 2010/11 an der unter Hessenliga bzw. Regionalliga Hessen bezeichneten Liga teilnahm. Seit 2011/12 nimmt er entweder an der Landesliga oder an der Bezirksliga Hessen teil.

## Aktuell
Bei der EGDL nehmen neben der ersten Mannschaft noch eine zweite Herrenmannschaft am Ligenspielbetrieb in der Landesliga Hessen und mehrere Nachwuchsmannschaften am Spielbetrieb in Hessen und Rheinland-Pfalz – teilweise in Zusammenarbeit mit dem EHC Neuwied auch in Nordrhein-Westfalen – teil.
Der ERC Pohlheim nimmt mit seiner Herrenmannschaft auch in der Landesliga Hessen teil.

## Spielstätte
Die Mannschaften der EGDL und des ERC Pohlheim trainieren und spielen in der Eissporthalle Diez, welche von der Eissporthalle Diez GbR verwaltet wird.